# Kuzmani
Kuzmani (cyr. Кузмани) – wieś w Bośni i Hercegowinie, w Republice Serbskiej, w gminie Teslić. W 2013 roku liczyła 54 mieszkańców.